# Shizilu (socken i Kina, Guangxi)
Shizilu (kinesiska: 十字路, 十字路乡) är en socken i Kina. Den ligger i den autonoma regionen Guangxi, i den södra delen av landet, omkring 160 kilometer sydost om regionhuvudstaden Nanning.
Genomsnittlig årsnederbörd är 2 426 millimeter. Den regnigaste månaden är augusti, med i genomsnitt 553 mm nederbörd, och den torraste är februari, med 25 mm nederbörd.